# کانی کبود (دیواندره)
کانی کبود (دیواندره) (به کردی سورانی: کانی که‌وه) روستایی از توابع بخش سارال شهرستان دیواندره در استان کردستان ایران است. روستای کانی کبود از ضلع شمال‌غربی به کوهی محدود می‌شود که محل قبرستان مشترک آن با روستای حاجی موسی می‌باشد.

## جمعیت
این روستا در دهستان سارال قرار دارد و براساس سرشماری مرکز آمار ایران در سال ۱۳۸۵، جمعیت آن ۹۵ نفر (۲۳ خانوار) بوده‌است.